# Локальное кольцо
Локальное кольцо — кольцо, которое имеет относительно простую внутреннюю структуру и позволяет описывать «локальное поведение» функций на алгебраическом многообразии или обычном многообразии. Раздел коммутативной алгебры, изучающий локальные кольца и модули над ними, называется локальной алгеброй.

## Определение
Кольцо R локально, если выполняется одно из следующих эквивалентных свойств:
- R имеет единственный максимальный левый идеал;
- R имеет единственный максимальный правый идеал;
- Множество необратимых элементов R замкнуто относительно сложения, и единица кольца не совпадает с нулем.

В этом случае единственный максимальный левый идеал совпадает с максимальным правым идеалом и состоит из всех необратимых элементов кольца. Обратно, если все необратимые элементы кольца образуют идеал, то этот идеал — максимальный, и других максимальных идеалов в кольце нет.

## Примеры
- Все тела являются локальными кольцами, поскольку единственный собственный идеал в них — нулевой идеал.
- Важный класс локальных колец — кольца дискретного нормирования. В частности, все локальные области главных идеалов являются кольцами дискретного нормирования.
- Кольцо формальных степенных рядов от любого числа переменных локально.
- Локализация любого коммутативного кольца R по простому идеалу является локальным кольцом.

## Ростки функций
Данный пример позволяет понять происхождение термина «локальный». Рассмотрим кольцо непрерывных действительнозначных функций, определённых в некоторой окрестности нуля. Введём на множестве таких функций отношение эквивалентности: две функции эквивалентны тогда и только тогда, когда их ограничения на некоторую окрестность нуля (возможно, очень малую) совпадают. Классы эквивалентности по этому отношению называются «ростками действительнозначных непрерывных функций в нуле», на ростках можно естественным образом ввести операции сложения и умножения, легко проверить, что ростки образуют кольцо.
Чтобы проверить, что это кольцо локально, опишем все его необратимые элементы. Очевидно, что росток функции f, такой что f(0) = 0, необратим. Обратно, если f(0) ≠ 0, то из непрерывности следует, что f(x) ≠ 0 в некоторой окрестности нуля. Возьмем функцию g(x) = 1/f(x), определенную в этой окрестности, её росток является обратным к ростку функции f, и потому росток функции f обратим. Значит, необратимыми являются только ростки функций таких, что f(0) = 0. Таким образом, сумма двух необратимых ростков необратима, следовательно, кольцо ростков локально.
В точности те же самые аргументы позволяют доказать, что росток непрерывных функций в точке произвольного топологического пространства, или гладких функций в точке гладкого многообразия, или рациональных функций в точке алгебраического многообразия являются локальными. Последний пример представляет большую важность в алгебраической геометрии. В частности, схемы, являющиеся обобщением алгебраических многообразий, определяются как локально окольцованные пространства с дополнительными свойствами.

## Некоммутативные локальные кольца
Некоммутативные локальные кольца естественным образом появляются при изучении разложений модулей в прямую сумму. А именно, если кольцо эндоморфизмов модуля M локально, то M является неразложимым. Обратно, если M — неразложимый модуль конечной длины, то его кольцо эндоморфизмов локально.
Если k — поле ненулевой характеристики p и G — конечная p-группа, то групповое кольцо k[G] является локальным.

## Локализация кольца по простому идеалу
Пусть R — коммутативное кольцо с единицей, и {\displaystyle {\mathfrak {p}}} — простой идеал в нём.
Множество {\displaystyle S_{\mathfrak {p}}=\{a\in R:\,a\notin {\mathfrak {p}}\}} — образует мультипликативную систему кольца R, соответствующую простому идеалу {\displaystyle {\mathfrak {p}}}.
Локализацией {\displaystyle R_{\mathfrak {p}}} кольца R по простому идеалу {\displaystyle {\mathfrak {p}}} называется кольцо частных {\displaystyle S_{\mathfrak {p}}^{-1}R} кольца R по мультипликативной системе {\displaystyle S_{\mathfrak {p}}}.
Как и в общем случае кольца частных, определён канонический гомоморфизм {\displaystyle \pi _{\mathfrak {p}}} кольца R в {\displaystyle S_{\mathfrak {p}}^{-1}R} по формуле {\displaystyle \pi _{\mathfrak {p}}(r)=r/1}.
При этом все обратимые элементы в {\displaystyle R_{\mathfrak {p}}} имеют вид {\displaystyle s_{1}/s_{2}}, где оба элемента {\displaystyle s_{1},s_{2}\in S_{\mathfrak {p}}}, а необратимые — имеют вид r/s, {\displaystyle r\in {\mathfrak {p}},\,s\in S_{\mathfrak {p}}} и образуют идеал {\displaystyle {\mathfrak {m}}}. Поскольку этот идеал содержит все необратимые элементы кольца {\displaystyle R_{\mathfrak {p}}}, он — максимальный идеал, а {\displaystyle R_{\mathfrak {p}}} — локальное кольцо.